# 沈柔坚
沈柔坚（1919年10月—1998年7月），男，福建诏安人，中国艺术家，擅长版画、中国画，中国美术家协会原常务理事。

## 生平
1919年出生于福建诏安，1938年参与新四军进行创作，曾担任抗日军政大学文化科科长。1949年后担任山东省文化协会美术记者。1953年任职于中国美术家协会华东分会。1957年带队处方德国、捷克，1973年出访意大利。此外还担任上海中国画院画师。
1998年7月在上海逝世，享年79岁。